# Монвірон
Монвіро́н (фр. Montviron) — колишній муніципалітет у Франції, у регіоні Нормандія, департамент Манш. Населення — 360 осіб (2011).
Муніципалітет був розташований на відстані близько 280 км на захід від Парижа, 95 км на південний захід від Кана, 50 км на південний захід від Сен-Ло.

## Історія
До 2015 року муніципалітет перебував у складі регіону Нижня Нормандія. Від 1 січня 2016 року належав до нового об'єднаного регіону Нормандія.
1 січня 2016 року Монвірон, Анже, Шамсе, Ла-Рошель-Норманд i Сартії було об'єднано в новий муніципалітет Сартії-Баї-Бокаж.

## Демографія
Динаміка населення (INSEE ):
Розподіл населення за віком та статтю (2006):
| Стать | Всього | До 15 років | 15-24 | 25-44 | 45-64 | 65-85 | Понад 85 |
| --- | ------ | ----------- | ----- | ----- | ----- | ----- | -------- |
| Чоловіки | 171    | 34          | 16    | 42    | 54    | 25    | 0        |
| Жінки | 132    | 16          | 8     | 46    | 46    | 16    | 0        |
| \| Статево-вікова піраміда \| Статево-вікова піраміда \| Статево-вікова піраміда \| \| ----------------------- \| ----------------------- \| ----------------------- \| \| Чоловіки \| Вік \| Жінки \| \| 0 \| 85 + \| 0 \| \| 4 \| 80-84 \| 4 \| \| 0 \| 75-79 \| 0 \| \| 13 \| 70-74 \| 4 \| \| 8 \| 65-69 \| 8 \| \| 8 \| 60-64 \| 13 \| \| 8 \| 55-59 \| 8 \| \| 21 \| 50-54 \| 4 \| \| 17 \| 45-49 \| 21 \| \| 17 \| 40-44 \| 21 \| \| 17 \| 35-39 \| 13 \| \| 4 \| 30-34 \| 8 \| \| 4 \| 25-29 \| 4 \| \| 8 \| 20-24 \| 0 \| \| 8 \| 15-20 \| 8 \| \| 13 \| 10-14 \| 8 \| \| 8 \| 5-9 \| 0 \| \| 13 \| 0-4 \| 8 \| |        |             |       |       |       |       |          |
| Статево-вікова піраміда |        |             |       |       |       |       |          |
| Чоловіки | Вік    | Жінки       |       |       |       |       |          |
| 0 | 85 +   | 0           |       |       |       |       |          |
| 4 | 80-84  | 4           |       |       |       |       |          |
| 0 | 75-79  | 0           |       |       |       |       |          |
| 13 | 70-74  | 4           |       |       |       |       |          |
| 8 | 65-69  | 8           |       |       |       |       |          |
| 8 | 60-64  | 13          |       |       |       |       |          |
| 8 | 55-59  | 8           |       |       |       |       |          |
| 21 | 50-54  | 4           |       |       |       |       |          |
| 17 | 45-49  | 21          |       |       |       |       |          |
| 17 | 40-44  | 21          |       |       |       |       |          |
| 17 | 35-39  | 13          |       |       |       |       |          |
| 4 | 30-34  | 8           |       |       |       |       |          |
| 4 | 25-29  | 4           |       |       |       |       |          |
| 8 | 20-24  | 0           |       |       |       |       |          |
| 8 | 15-20  | 8           |       |       |       |       |          |
| 13 | 10-14  | 8           |       |       |       |       |          |
| 8 | 5-9    | 0           |       |       |       |       |          |
| 13 | 0-4    | 8           |       |       |       |       |          |

## Економіка
2010 року серед 207 осіб працездатного віку (15—64 років) 162 були активними, 45 — неактивними (показник активності 78,3%, у 1999 році було 74,4%). З 162 активних мешканців працювало 148 осіб (75 чоловіків та 73 жінки), безробітними було 14 (8 чоловіків та 6 жінок). Серед 45 неактивних 14 осіб було учнями чи студентами, 20 — пенсіонерами, 11 були неактивними з інших причин.

У 2010 році в муніципалітеті числилось 144 оподатковані домогосподарства, у яких проживали 354,0 особи, медіана доходів виносила 18 708 євро на одного особоспоживача